# جون فرنسيس دودغ
جون فرنسيس دودغ (بالإنجليزية: John Francis Dodge)‏ هو شخصية أعمال ورائد أعمال أمريكي، ولد في 25 أكتوبر 1864 في مقاطعة بيرين في الولايات المتحدة، وتوفي في 14 يناير 1920 في نيويورك في الولايات المتحدة بسبب الإنفلونزا الإسبانية وإنفلونزا.

## وصلات خارجية
- جون فرنسيس دودغ على موقع الموسوعة البريطانية (الإنجليزية)